# Santi Cosma e Damiano de Monte Granato
Santi Cosma e Damiano de Monte Granato var en kyrkobyggnad i Rom, helgad åt de heliga martyrerna Kosmas och Damianus. Kyrkan var belägen i Rione Sant'Eustachio.

## Kyrkans historia
Kyrkans tidigaste dokumenterade omnämnanden återfinns i Catalogo di Cencio Camerario, en förteckning över Roms kyrkor sammanställd av Cencio Savelli år 1192, samt i en bulla, promulgerad av påve Innocentius III (1198–1216).
Kyrkan var belägen mellan San Trifone in Posterula och San Salvatore alle Coppelle; förmodligen i närheten av dagens Via della Scrofa. Kyrkans tillnamn ”Granato” syftar på adelsfamiljen de Granatis som residerade i grannskapet.

## Omnämningar i kyrkoförteckningar
| Katalog                      | År         | Benämning                                            |
| ---------------------------- | ---------- | ---------------------------------------------------- |
| Catalogo di Cencio Camerario | 1192       | sco. Cosme Montis granatorum                         |
| Il catalogo Parigino         | cirka 1230 | s. Cosmas de Monte Granatorum                        |
| Il catalogo di Torino        | cirka 1320 | Ecclesia sanctorum Cosme et Damiani de Monte Gravato |
| Il catalogo del Signorili    | cirka 1425 | sci. Cosmae de Montegranato                          |